# Bematistes bakundu
Bematistes bakundu is een vlinder uit de familie van de Nymphalidae. De wetenschappelijke naam van de soort is voor het eerst voorgesteld als Acraea bakundu door Dominique Bernaud in een publicatie uit 2021.
De soort komt voor in de hoger gelegen bossen van Nigeria en Kameroen.